# Acido 2'-deossimugineico diossigenasi
La acido 2'-deossimugineico diossigenasi è un enzima appartenente alla classe delle ossidoreduttasi, che catalizza la seguente reazione:
acido 2'-deossimugineico + 2-ossoglutarato + O2 ⇄ acido mugineico + succinato + CO2
L'enzima richiede Fe(II). Probabilmente l'enzima è in grado di catalizzare l'idrossilazione dell'acido 3-epiidrossi-2′-deossimugineico all'acido 3-epiidrossimugineico.